# Uzbekistan na Mistrzostwach Świata w Lekkoatletyce 2011
Uzbekistan na Mistrzostwach Świata w Lekkoatletyce 2011 reprezentowany był przez siedmioro zawodników.

## Występy reprezentantów Uzbekistanu

### Mężczyźni

#### Konkurencje techniczne
| Konkurencja    | Zawodnik         | Eliminacje | Eliminacje | Finał    | Finał   |
| Konkurencja    | Zawodnik         | Rezultat   | Pozycja    | Rezultat | Pozycja |
| -------------- | ---------------- | ---------- | ---------- | -------- | ------- |
| Rzut oszczepem | Rinat Tarzumanov | 70,32      | 36         |          |         |

### Kobiety

#### Konkurencje biegowe
| Konkurencja   | Zawodniczka      | Runda 1  | Runda 1 | Runda 2  | Runda 2 | Półfinał | Półfinał | Finał    | Finał   |
| Konkurencja   | Zawodniczka      | Rezultat | Pozycja | Rezultat | Pozycja | Rezultat | Pozycja  | Rezultat | Pozycja |
| ------------- | ---------------- | -------- | ------- | -------- | ------- | -------- | -------- | -------- | ------- |
| Bieg na 100 m | Go‘zal Xubbiyeva |          |         | 11,45    | 31      |          |          |          |         |

#### Konkurencje techniczne
| Konkurencja | Zawodniczka           | Eliminacje | Eliminacje | Finał    | Finał   |
| Konkurencja | Zawodniczka           | Rezultat   | Pozycja    | Rezultat | Pozycja |
| ----------- | --------------------- | ---------- | ---------- | -------- | ------- |
| Skok wzwyż  | Svetlana Radzivil     | 1,95 SB    | 9          | 1,93     | 8       |
| Skok w dal  | Yuliya Tarasova       | 6,26       | 25         |          |         |
| Trójskok    | Anastasija Żurawlowa  | 14,00      | 18         |          |         |
| Trójskok    | Valeriya Kanatova     | 13,86      | 22         |          |         |
| Trójskok    | Aleksandra Kotlyarova | 13,78      | 24         |          |         |